# Elvis Bone
Elvis Bone (Quinindé, Esmeraldas, Ecuador, 7 de abril de 1983) es un futbolista ecuatoriano. Juega de defensa y su equipo actual es el Club Deportivo Corinthians De la Segunda Categoría de Ecuador. Es el hermano mayor del arquero Adrián Bone.

## Trayectoria
Bone ha jugado en equipos como Talleres de Santo Domingo, Universidad Católica, Aucas, Deportivo Otavalo, Municipal Cañar, Olmedo, Liga de Quito, El Nacional, Deportivo Cuenca y Delfín SC. 

### Olmedo
Desde el año 2008 hasta el 2011, Bone juega defendiendo la camiseta del Olmedo, teniendo buenas actuaciones y llamando la atención de clubes como Liga Deportiva Universitaria de Quito.

### Liga de Quito
Para la temporada 2012 es transferido a la Liga Deportiva Universitaria de Quito.

### El Nacional
Para la temporada 2013 es contratado por el Club Deportivo El Nacional, teniendo una campaña regular y siendo llamado a la selección nacional.

### Deportivo Cuenca
Para la temporada 2014 firma con el Deportivo Cuenca.

### Delfín SC
Para el 2015 firma con el Delfín SC.

## Selección nacional
Fue convocado por la selección de Ecuador para los partidos de la eliminatoria para el Mundial 2014 frente a Paraguay,  Perú y Argentina. No actuó en ninguno de los partidos.

### Participaciones en Eliminatorias
| Eliminatorias     | Sede            | Resultado   |
| ----------------- | --------------- | ----------- |
| Eliminatoria 2014 | América del Sur | Clasificado |

## Clubes
| Club                                         | País    | Año        |
| -------------------------------------------- | ------- | ---------- |
| Talleres de Santo Domingo                    | Ecuador | 2002       |
| Universidad Católica                         | Ecuador | 2002       |
| Talleres de Santo Domingo                    | Ecuador | 2003       |
| Aucas                                        | Ecuador | 2003-2006  |
| Deportivo Otavalo                            | Ecuador | 2006       |
| Municipal Cañar                              | Ecuador | 2007       |
| Olmedo                                       | Ecuador | 2008-2011  |
| Liga de Quito                                | Ecuador | 2012       |
| El Nacional                                  | Ecuador | 2013       |
| Deportivo Cuenca                             | Ecuador | 2014       |
| Delfín SC                                    | Ecuador | 2015- 2016 |
| Manta                                        | Ecuador | 2017       |
| Olmedo de Riobamba                           | Ecuador | 2018       |
| Club Atlético Porteño                        | Ecuador | 2019       |
| Liga Deportiva Universitaria de Loja         | Ecuador | 2019       |
| Club Social Cultural y Deportivo Quevedo     | Ecuador | 2020       |
| Club Social, Cultural y Deportivo San Camilo | Ecuador | 2021       |
| Club Social Cultural y Deportivo Quevedo     | Ecuador | 2022       |
| Corinthians FC A.F.L.R                       | Ecuador | 2023       |

## Palmarés

### Campeonatos nacionales
| Título  | Club      | País    | Año  |
| ------- | --------- | ------- | ---- |
| Serie B | Delfín SC | Ecuador | 2015 |